# Opel Corsa
O Opel Corsa é um automóvel compacto (segmento B) fabricado pela Opel na Europa, também comercializado em alguns países sob as marcas Vauxhall, Holden e Chevrolet (ver Chevrolet Corsa)
Devido ao aumento do preço do combustível e problemas de congestionamento e tráfego começou o crescimento nas vendas de carros pequenos na Europa, o Opel Corsa foi um projeto surgido no final da década de 1970, em resposta a mercado conquistado por carros pequenos na Europa.
A Opel construiu uma nova fábrica em Zaragoza, na Espanha, para a construção desse seu novo modelo, batizando-o com a tradução para o italiano da palavra "corrida": corsa. O Opel Corsa foi lançada em 1983 (curiosamente no mesmo ano em que o rival Fiat Uno entrou em cena).
Ele, assim como os concorrentes, usa a carroceria estilo hatchback de três e cinco portas; além disso, tinha a versão Sedã de 3 portas, na 1ª geração, e 4 portas, na 2ª e na 3ª gerações. 
A tração do Corsa é dianteira e o motor é transversal. Sua primeira versão lembrava seu modelo inspirador, o Opel Kadett D, porém menor e com motores econômicos variando de 1,0 L a 1,7 L.
Em 2009, a GM lançou no Brasil o Chevrolet Agile, substituto do Corsa. Ele é maior em espaço, acabamento e versões.
Em 2019, é apresentado o Corsa 2020 (Corsa F), que usa a plataforma do segundo Peugeot 208, e disponibilizando uma versão elétrica, Corsa-e, sendo que a letra "e" não têm nada a ver com a geração em si. É a primeira geração feita pelas mãos do Grupo PSA.

## Modelos baseados no Opel Corsa

### Opel Combo
O Opel Combo, sucessor da Kadett Combo, até á segunda geração, foi baseado no Corsa.

## Troca de gerações e plataformas
- 1983 - 1ª geração - Opel Corsa A
- 1993 - 2ª geração - Opel Corsa B (plataforma inicial)
- 2000 - 3ª geração - Opel Corsa C (nova plataforma)
- 2006 - 4ª geração - Opel Corsa D (plataforma Fiat Punto)
- 2014 - 5ª geração - Opel Corsa E (plataforma SCCS)[1]
- 2020 - 6ª geração - Opel Corsa F (Plataforma Peugeot 208 de segunda geração.)[1]

## Galeria
- Corsa A (1983-1993, primeira geração)
- Corsa B (1993-2000, segunda geração)
- Corsa C (2000-2006, terceira geração)  Hatchback de 5 portas
- Corsa D (2006-2014, quarta geração)
- Corsa E (2014-2019, quinta geração)
- Corsa F (2019-presente, sexta geração) Hatchback de 5 portas